# Gymnostomum laxirete
Gymnostomum laxirete är en bladmossart som beskrevs av Chen Pan-chieh 1941. Gymnostomum laxirete ingår i släktet kalkkuddmossor, och familjen Pottiaceae. Inga underarter finns listade i Catalogue of Life.